# Iglesia de María (Éfeso)
La Iglesia de María (en turco: Meryem Kilisesi) es una catedral cristiana antigua dedicada a la Madre de Dios (la Virgen María), que se encuentra en Selçuk, provincia de Esmirna, Turquía. También es conocida como la Iglesia de los Consejos debido a que dos concilios de importancia para la historia del cristianismo primitivo se supone que tuvieron lugar en su interior. La iglesia está ubicada al sur de la stoa Olympieion (Templo de Adriano Olympios) junto al puerto de Éfeso.

## Historia

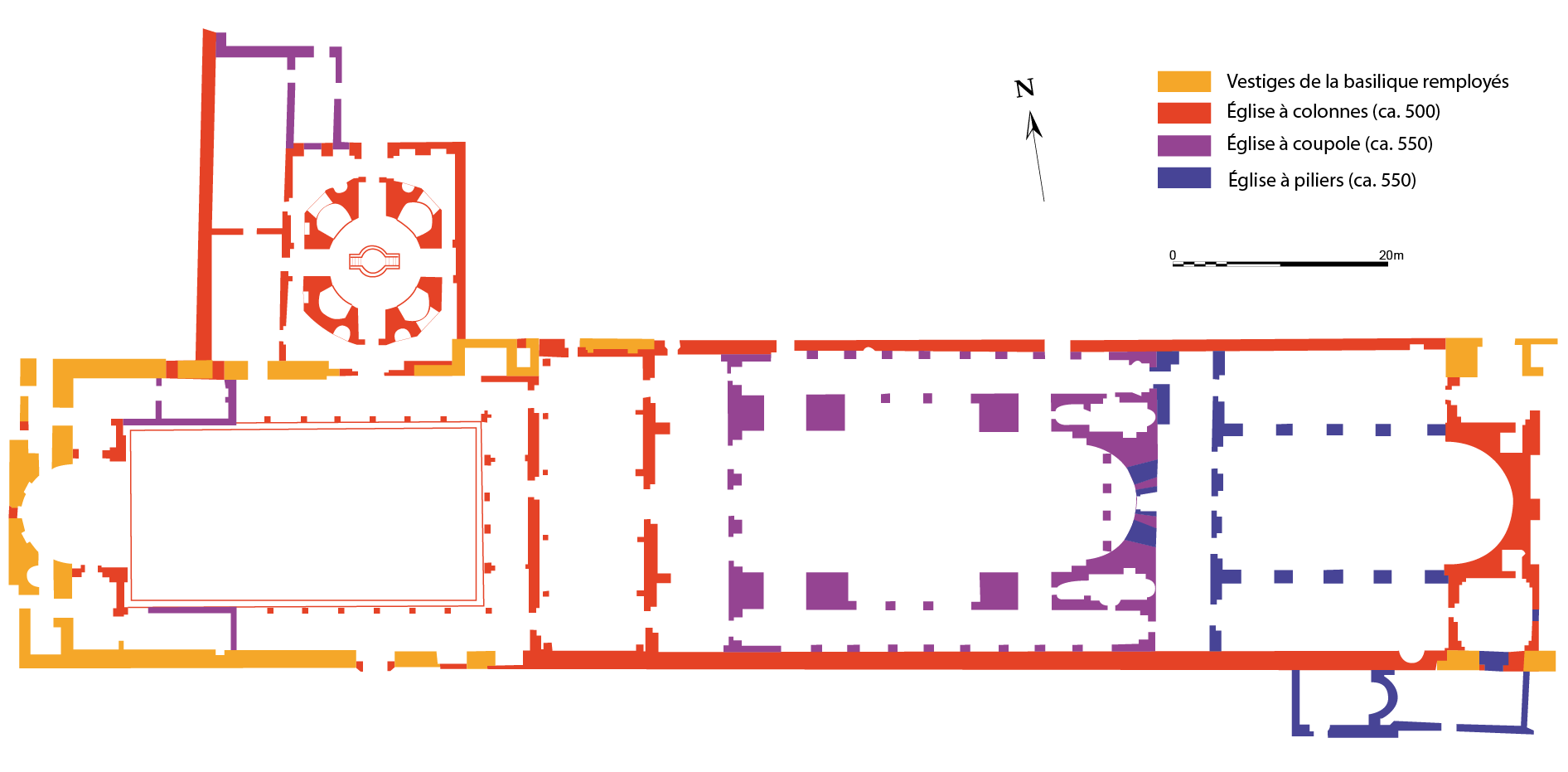
Fases constructivas de la iglesia.

La iglesia data del siglo quinto temprano, coincidiendo con el Concilio de Éfeso o el Tercer Concilio Ecuménico celebrado en el año 431, lo que sugiere que pudo haber sido construida específicamente para el consejo, durante el cual el título de Madre de Dios se decidió. La última evidencia arqueológica sugiere que la iglesia fue construida sobre las ruinas de una basílica romana anterior que era un edificio abandonado del siglo tercero. Alrededor del año 500, la iglesia fue ampliada en una catedral monumental, cuyo ábside y los pilares parcialmente siguen en pie hoy en el sitio.
La iglesia sirvió como catedral y fue la sede del obispo de Éfeso en toda la antigüedad tardía.